# یواس‌اس ال-۶ (اس‌اس-۴۵)
یواس‌اس ال-۶ (اس‌اس-۴۵) (به انگلیسی: USS L-6 (SS-45)) یک زیردریایی بود که طول آن ۱۶۵ اینچ (۴٫۲ متر) بود. این زیردریایی در سال ۱۹۱۶ ساخته شد.